# Charente (departement)
För andra betydelser, se Charente.
Charente är ett departement i regionen Nouvelle-Aquitaine i västra Frankrike. I den tidigare regionindelningen som gällde fram till 2015 tillhörde Charente regionen Poitou-Charentes. Den regionen hade bildats av den gamla provinsen Angoumois och delar av de gamla provinserna Saintonge, Poitou och Limousin samt omges av departementen Deux-Sèvres, Vienne, Haute-Vienne, Dordogne och Charente-Maritime. På områdets dialekt ”saintongeais” kallas departementet Chérente.

## Geografi
Charentes norra del omfattar en fortsättning av Limousinbergen och är därför ganska kuperad, medan södra delen mest utgörs av slättland. 
Floden Charente med tillflöden samt floderna Vienne och Dronne genomflyter departementet. Floden Charente rinner genom departementets två huvudorter Angoulême och Cognac.
Departementet indelas i tre arrondissement (ungefär härader). Huvudorten är Angoulême.

## Näringar
Inom departementet finns rika tillgångar på järn, men även kalk, gips samt lera som används vid tillverkning av fajans. I nordväst ligger Cognac som är centralorten i det större distrikt där framställning av äkta fransk cognac sker. I övrigt sker bearbetning av järnmalm och framställning av papper. Här finns även konfektionsindustri.